# Métarécit
 (février 2015).
Le contenu est difficilement compréhensible vu les erreurs de traduction, qui sont peut-être dues à l'utilisation d'un logiciel de traduction automatique.

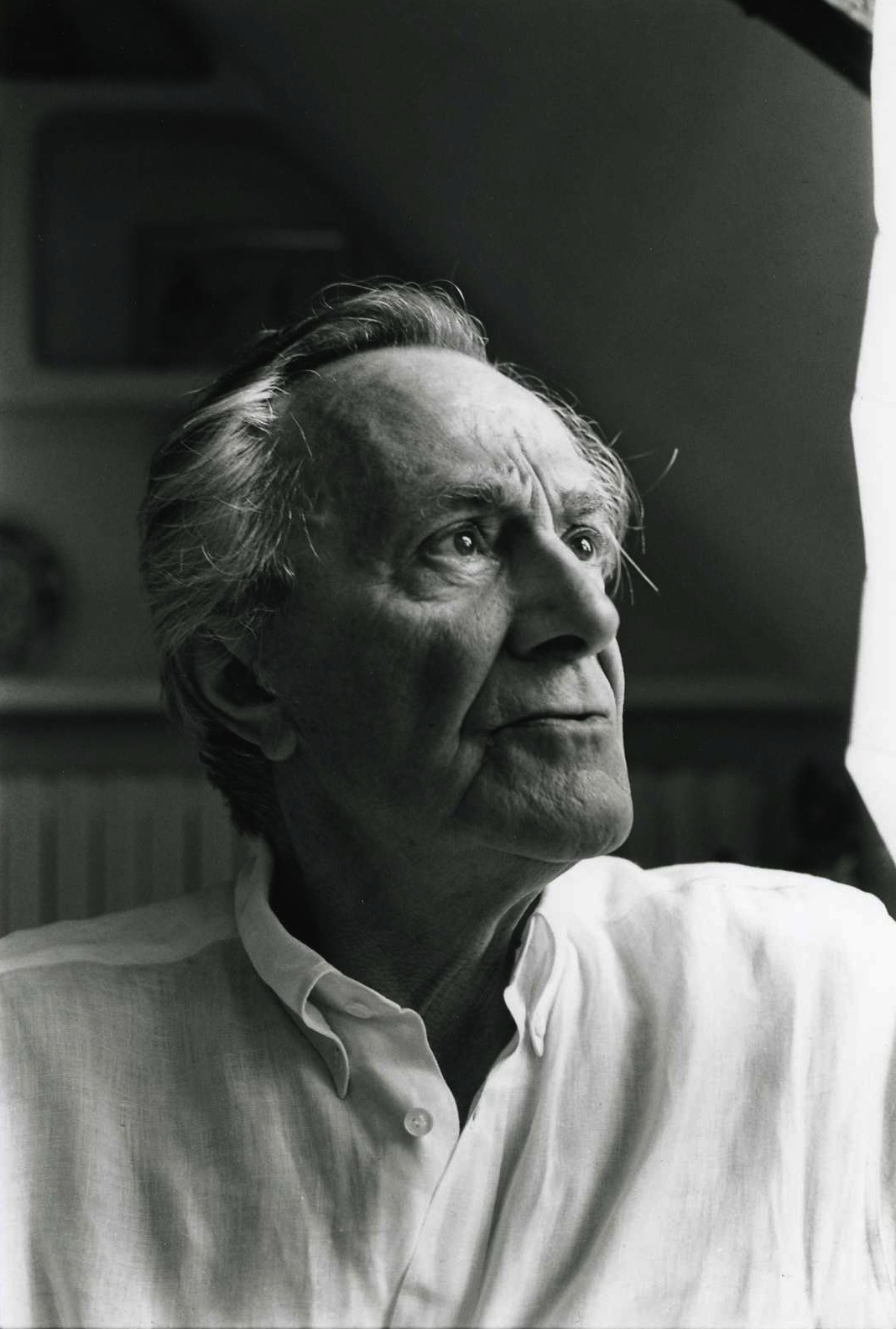
Photo de Jean-François Lyotard

Un métarécit est un récit qui est commun à tous. Le terme fait référence, en théorie critique et particulièrement postmoderniste, à l'explication compréhensive. Il s'agit d'un récit au sujet des récits englobant des significations, des expériences et des connaissances historiques et qui tend, ainsi, à conférer une légitimité à la société grâce à la complétude anticipée d'une idée maîtresse,,.
Le terme a surtout été utilisé par Jean-François Lyotard à partir de 1979 pour indiquer que le postmodernisme est, précisément, caractérisé par un manque de confiance envers les grands récits — comme le Progrès, les Lumières, l'Émancipation et le Marxisme — qui ont essentiellement constitué la modernité.

## Sources
1. ↑  J. Childers/G. Hentzi eds., The Columbia Dictionary of Modern Literary and Cultural Criticism (1995) p. 186.
2. ↑  R. Appignanesi/C. Garratt, Postmodernism for Beginners (1995) p. 102-103.
3. ↑  Jean-François Lyotard, The Postmodern Explained to Children (1992) p. 29.
4. ↑  Childers p. 166-167.